# Ladislav Klumpar
Ladislav Klumpar (2. října 1863 Jindřichův Hradec – 12. listopadu 1930 Praha) byl český právník a politik, za Rakouska-Uherska na počátku 20. století poslanec Říšské rady.

## Biografie
Jeho otec Jan Květoslav Klumpar byl filolog, spisovatel a ředitel královéhradeckého gymnázia. Bratr Otakar Klumpar působil coby primář okresní nemocnice v Hradci Králové a politik České strany pokrokové. Jeho synem byl politik a ministr Vladislav Klumpar.
Ladislav vystudoval gymnázium v Hradci Králové a práva na Univerzitě Karlově. Působil pak v Praze jako advokát. Byl aktivní i politicky jako člen mladočeské strany. Na počátku století se zapojil i do celostátní politiky. V doplňovacích volbách roku 1904 získal mandát na Říšské radě za městskou kurii, obvod Příbram, Březové Hory, Hořovice. Nastoupil poté, co na mandát rezignoval Jan Dvořák. Poslanecký slib složil 19. dubna 1904. K roku 1907 se profesně uvádí jako advokát. V květnu 1906 se uvádí jako jeden z 36 členů poslaneckého Klubu českých poslanců (Klub der böhmischen Abgeordneten) na Říšské radě.
Po odchodu z parlamentu vydával mladočeský list Den, který později splynul s Národními listy. Byl též členem představenstva banky Slavia a členem výboru Společnosti Národního divadla. Publikoval četné statě o kulturním životě v Hradci Králové.
Zemřel v listopadu 1930. V posledních letech před smrtí trpěl srdeční chorobou.